# Гаплогруппа H (мтДНК)
Гаплогруппа H — гаплогруппа митохондриальной ДНК человека. Является потомком гаплогруппы HV. «Кембриджская эталонная последовательность» — человеческая митохондриальная последовательность, с которой сравниваются все прочие, принадлежит гаплогруппе H.

## Происхождение
Ряд независимых исследований показал, что гаплогруппа H, предположительно, возникла в западной Азии около 30 тыс. лет назад, прибыла в Европу около 20—25 тысяч лет назад и быстро распространилась на юго-запад континента во франко-кантабрийский регион. В период последнего ледникового максимума (последнего оледенения) 20—13 тысяч лет назад большинство палеолитических поселений Северной и Центральной Европы вымерло, в связи с чем представители гаплогруппы Н в большей степени выжили лишь на севере Испании (поэтому в настоящее время данная гаплогруппа хоть и распространена по всей Европе, но с наибольшей частотой, более 50 %, встречается среди басков). По мнению некоторых генетиков, на Пиренейском полуострове данная гаплогруппа встречалась у 70 % населения; оттуда носители гаплогрупы Н, будучи носителями культуры колоколовидных кубков, заселили оставшуюся часть Европы.
Предполагается, что распространение подклассов H1, H3, а также сестринской гаплогруппы V связано с внутриевропейской экспансией во франко-кантабрийском регионе после последнего ледникового максимума около 13 000 лет назад. Данные молекулярной генетики говорят о том, что франко-кантабрийский регион был колыбелью большей части населения Европы, по крайней мере, по женской линии (через гаплогруппу H).

## Палеогенетика
Древняя митохондриальная ДНК останков, известных как «Пальиччи 23» (en:Paglicci 23) возрастом 28 тысяч лет из пещеры Пальиччи (Апулия, Италия) соответствует эталонной кембриджской последовательности HVR1, указывающей на то, что индивидуум имел либо митохондриальную гаплогруппу R, либо митохондриальную гаплогруппу H. Свидетельством достоверности данного открытия является то, что гаплотип данных останков отличался от гаплотипа всех лиц, работавших с данными останками со времени их обнаружения.
Субклада H13c была обнаружена у мезолитического охотника из карстового грота Котиас Клде в известняках плато Мандаэти в Западной Грузии, жившего 9529—9895 лет назад.
Гаплогруппа H была обнаружена у представителя старчевской культуры, жившего ок. 7600 лет назад и у представителей днепро-донецкой культуры, живших ок. 7500 лет назад.
Субклады H3 и H4a1 были обнаружены у представителей неолитической культуры кардиальной керамики, живших 7400 лет назад.
Носителем митохондриальной гаплогруппы H1 был обитатель раннего неолита (7200 — 7000 л. н.) из Карсдорфа (Саксония-Анхальт, Германия).
Гаплогруппа H была обнаружена у представителей культуры линейно-ленточной керамики, живших ок. 7000 лет назад.
H2a1 обнаружеили у представителя хвалынской культуры, жившего 6700 лет назад.
H2a3 обнаружили у представительниц анатолийского неолитического поселения Кумтепе, живших 6700 лет назад.
H2a1a определили у представителя среднестоговской культуры из Александрии (Alexandria) (Украина), жившего 6200 лет до настоящего времени.
H4 определили у обитательницы пещеры близ израильской деревни Пкиин, жившей ок. 4000 лет до нашей эры.
H2 определили у образца PG2004 с Северного Кавказа (Progress 2, 6090 лет до настоящего времени, Eneolithic steppe).
H2b, H6a1b, H13a1a1a определили у представителей ямной культуры.
H2a определили у представителя культуры Ремеделло, жившего ок. 5300 лет назад.
Гаплогруппа H определена у представителей культуры воронковидных кубков.
Митохондриальная гаплогруппа H прослежена у обитателей верховий Западной Двины с 5120±120 лет назад (Сертея VIII) до VIII—X веков нашей эры (представитель культуры длинных курганов — H2).
H2a, H2a5, H5a1, H5e1a1, H6a1a, H7a, H10b, H13a2b5, H16, H17, H40 определили у представителей культуры Злота (2900—2500 лет до н. э.) из Польши.
H4a1 и H5b определили у неолитических обитателей болгарской Дзулюницы (2800 лет до н. э.).
H6a1a определили у представителя фатьяновской культуры эпохи бронзы HAN004 (2835—2471 лет до н. э., Ханево, Московская область).
H2a определили у обитателя пещеры Дарра-и-Кур (Бадахшан, Афганистан), жившего ок. 4,5 тыс. лет назад.
H2b определили у фараона Аменхотепа III (1388—1353/1351 до н. э.).
H6a1a2a определили у образца I2051 (3260 лет до настоящего времени) из Краснодарского края (Marchenkova Gora, D13, дольмен, поздний бронзовый век).
H23 определили у представителя лужицкой культуры, жившего 1113—1021 лет до нашей эры.
H101 определили у представителя тасмолинской культуры железного века KSH002.A0101 (Karashoky, 894—790 гг. до н. э.) из Казахстана, H6a1b определили у тасмолинца TAL005.A0101 (Taldy, 789—548 гг. до н. э.).
H6a1a определили у представителя гальштатской культуры из Чехии (DA111, 2630 ± 48 лет до настоящего времени).
H13, H5 и H6b определены у мумий из Абусира.
H4a1 определили у мумии Такабути из музея Ольстера (Белфаст, Северная Ирландия). Женщина с 33 зубами жила в Луксоре более 2600 л. н. (около 660 года до н. э.), эпоха 25 династии. Современное распространение H4a1 является редким и спорадическим и было выявлено в таких районах как Канарские острова, Южная Иберия и Ливан. Гаплогруппа H4a1 также обнаружена в древних образцах из Германии — культуры колоколовидных кубков и унетицкой культуры (эпоха бронзы).
H45 определили у этрусского образца CSN009 из Кастелло-ди-Казеноволе (коммуна Чивителла-Паганико) в провинции Гроссето региона Тоскана (427—265 лет до н. э.).
H2 определили у мероитского образца MIS-TM и позднемероитского образца MIS-TMT из некрополя Миссиминия (Missiminia Necropolis) в районе Абри (Abri) в Верхней Нубии (350 год до н. э. — 350 год н. э.).
H44a определили у этрусского образца TAQ020 Тарквинии в провинции Витербо региона Лацио (Центральная Италия, имперский период, 89—236 годы).
H1c22 определили у раннеаварского образца CSBper9 (конец IV — начало V века) с высоким компонентом WHG.
H1q определили у мальчика из двойного захоронения в селе Чулице в окрестностях Кракова (395—418 гг., Y-хромосомная гаплогруппа I1).
H56 определили у раннеаварского образца ANper286 (620—660 гг.) с высоким компонентом WHG.
H и H1af2 определили у славянских женских образцов RISE568 и RISE569 из Брандысека (район Кладно, Чехия), датированных VII—VIII веками нашей эры (660—770 годы).
H1cf, H1e1a9, H2, H3 и H4a1e определены у древних коренных жителей Канарских островов (гуанчей), живших в VI—XIV веках. Наличие линий, производных от H1e1a и H4a1, как в европейском неолите, так и в древних образцах с Канарских островов, соответствует евразийским доисторическим вторжениям в Северную Африку.
H16 определили у четырёх братьев (VK483, VK485, VK490, VK497) из корабля «Салме-2» (VIII век) в волости Сальме (Эстония). H1a определили у образцов VK482 и VK496, H1b — у образца VK495, H1b5 — у образца VK492, H1n+146 — у образца VK509, H1q — у образца VK498, H2a2a1 — у образца VK493, H2a2b1 — у образца VK512, H5c — у образца VK488, H6a1a — у образца VK484, H10e — у образцов VK510 и VK552, H17a — у образца VK487, H28a — у образца VK504.
Гаплогруппа H обнаружена у 5 викингов с языческого захоронения Галгедил (Galgedil) на датском острове Фюн (700—1100 года).
H6a1a4 определили у образца VK466 (X—XI века) из Гнёздова, H7a1 — у образца VK224, H13a1a1c — у образца VK223, H63 — у образца VK222.
H5a2a определили у образца VK542 (XI век) из Чернигова (предполагаемые останки князя Глеба Святославича).
H1b1 определили у образца VK18 (X—XII века) из Старой Ладоги, H3h — у образца VK409, H5 — у образца VK218, H6c — у образца VK20.
H1q	определили у образца urm160 (church 1 (Urmakaren), покрытие ×1.3) из Сигтуны с Y-хромосомной гаплогруппой R1b1a2a1a1-L11*. H1ap1 определили у образца 84005 (cemetery 1 (Nunnan), покрытие ×1.03) из Сигтуны с Y-хромосомной гаплогруппой I1a1b3-Z74*.
H1e1b определили у кривича № 5666 из могильника Болшево-1 (первая половина XII века).
У сына Ефросиньи Мстиславны венгерского короля Белы III определена митохондриальная гаплогруппа H1b.
H2a2a1 (n=2) и H3b6 (n=2) определили у мужчин из Рубленого города в Ярославле (массовое захоронение № 76, 1238 год).
H7 определили у образца VK541 (XIII век) из Луцка (предполагаемые останки князя Изяслава Ингваревича).
H5a1a определили у мужчины из некрополя Минино-II в Вологодской области, жившего во второй половине XII века — начале XIII века.
H6a1a определили образца с кладбища Чжэньзишань (Zhenzishan) в китайском Шанду (XIII век).
Гаплогруппа H обнаружена у 73 % человек, похороненных в XIII—XVI веках в некрополе Сан-Мигель-де-Эреносар (San Miguel de Ereñozar) на северо-западе Испании.

## Распространение
Гаплогруппа H — наиболее распространённая митохондриальная гаплогруппа в Европе — к ней относится более половины современного женского населения Северо-Западной Европы. Данная гаплогруппа также часто встречается в Северной Африке и на Ближнем Востоке. Частота распространения данной гаплогруппы в Европе уменьшается к юго-востоку, составляя всего 20 % на Ближнем Востоке и Кавказе, и менее 10 % в Персидском Заливе, Северной Индии и Центральной Азии.
Среди указанных кладов H1 и H3 подверглись наиболее детальному исследованию; их связывают с мадленской экспансией из Юго-Западной Европы около 13 тысяч лет назад:
Подгаплогруппа H1 составляет значительную долю западноевропейских митохондриальных ДНК, причём пик распространения приходится на басков (27,8 %). Также распространена среди других жителей Иберийского полуострова, Северной Африки и Сардинии. Составляет свыше 10 % во многих других регионах Европы (Франция, Британские острова, Альпы, многие регионы Восточной Европы) и не менее 5 % в прочих местах Европы. Субклад H1b имеет наибольшее распространение в Восточной Европы и на северо-западе Сибири.
Подгаплогруппа H3 составляет значительно меньшую долю «общеевропейского генома», чем H1, однако имеет примерно такое же распространение с максимумом среди басков (13,9 %), галисийцев (8,3 %) и сардинцев (8,5 %). Плотность её падает в направлении северо-востока Европы. Ряд исследований показал, что гаплогруппа H3 связана с весьма высокой сопротивляемостью риску заражения СПИДом.
Оставшиеся субклады встречаются намного реже:
Подгаплогруппа H5, вероятно, возникла в Западной Азии, где чаще всего встречается в исходном виде. Её субклад H5a больше всего распространён на Центральноевропейских равнинах.
Подгаплогруппы H2, H6 и H8 довольно часто встречаются в Восточной Европе и на Кавказе. Вероятно, это наиболее распространённые субклады гаплогруппы H среди жителей Средней Азии, изредка встречаются и в Западной Азии.
Подгаплогруппы H4, H7 и H13 присутствуют как в Европе, так и в Западной Азии, а последняя — также на Кавказе. Все три указанных субклада довольно редки.

## Подклассы

### Филогенетическое дерево
Приведенное ниже филогенетическое дерево основано на публикации Ван Овена и последующих опубликованных исследованиях.
- HV 14766C
  - H 2706A 7028C
    - H1 3010A
      - H1a 73G 16162G
        - H1a1 6365C
        - H1a2 8271T
        - H1a3 16051

      - H1b 3796G 16189C 16356C
      - H1c 477C
        - H1c1 9150G
        - H1c2 12858T
        - H2c3 8473

      - H1d 456T[53]
      - H1e 5460A
        - H1e1 8512
          - H1e1a 14902

        - H1e2 15817

      - H1f 4452C 7309C 9066G 16093C
      - H1g 8602C[54]
      - H1o 267C 485 6446T 11002 14053G 15844
      - H1p 13470G

    - H2 1438A
      - H2a 4769A
        - H2a1 951A 16354T
          - H2a1a 6173

        - H2a2 750A
          - H2a2a 263A 8860A 15326A
          - H2a2b 16291T
            - H2a2b1 16235G

        - H2a3 10810C 16274A
        - H2a4 11140T
        - H2a5 1842G 4592C 13708A 16291T[54]

      - H2b 152 8598C 16311C

    - H3 6776C
      - H3a (152) 13404C (16239G)
      - H3b 2581G
      - H3c 12957C
      - H3d (152) 73G
      - H3e 1618 15592
      - H3f 93

    - H4 3992T 5004C 9123A
      - H4a 4024G 14365T 14582G
        - H4a1 8269A
          - H4a1a 10044G[54]
            - H4a1a1 73G[54]

          - H4a1b 195C 5773A 13889A[54]

        - H4a2 7581 15497 15930

      - H4b 10166C

    - H5 456T 16304C[54]
      - H5a 4336C
        - H5a1 15833T
        - H5a2 (200) 5839 (16093)

      - H5b 5471

    - H6 239C 16362C 16482G
      - H6a 3915A
        - H6a1 4727G 9380A
          - H6a1a 11253C
            - H6a1a1 7325G 16311C

          - H6a1b 10589A
            - H6a1b1 6218G 7859A 16284G 16519C

      - H6b 16300G

    - H7 4793G
      - H7a 1719A
        - H7a1 16261

      - H7b 5348
        - H7b1 12351

      - H7c 6296A 16265

    - H8 146C 195 709A 13101C 16288C 16362C
    - H9 3591A 4310G 13030C
    - H10 14470A
      - H10a 4216
        - H10a1 14548

    - H11 8448C 13759A 16311
      - H11a 961G 16293G
        - H11a1 14587 16092 16140

    - H12 3936T 14552G
    - H13 14872T
      - H13a 2259T
        - H13a1 4745G
          - H13a1a 13680T
            - H13a1a1 7337A
              - H13a1a1a 13326C

        - H13a2 709A
          - H13a2a 1008G
            - H13a2a1 183G 11151T

          - H13a2b 5899.1C 13762G 16311C[54]

    - H14 7645C 10217G
      - H14a 16256T 16352C
        - H14a1 146C 7864T 12870T[54]

    - H15 6253C
      - H15a 11410
        - H15a1 (57G) 14953

      - H15b 3847

    - H16 10394T
      - H16a 8592A[54]

    - H17 3915A
      - H17a 6296T

    - H18 13708A 14364
    - H19 6272 14869A
    - H20 16218T 16328A[54]
      - H20a 249del 292T 16362C[54]

    - H21 8994A
    - H22 16145A 16227G
    - H23 10211T[54]
    - H25 9620T
    - H26 11152
    - H27 16129 11719 16093 16316
    - H28 186A 8715 11191
    - H29 93 573.1CC 5582
    - H30 8628G 14241G 16192T[54]
    - H31 (146) (195) 7930T 10771
    - H32 73 152 8557
    - H33 10211
    - H34 15519 16291
    - H35 3342

### Общие сведения
- - Ian Logan’s Mitochondrial DNA Site
  - PhyloTree.org Provides a phylogenetic tree of global human mtDNA variation.
- H YFull MTree 1.02.00 (under construction)

### Гаплогруппа H
- - Rebekah A. Canada’s [www.familytreedna.com/public/h%20mtdna%20haplogroup/default.aspx mtDNA Haplogroup H Project] at Family Tree DNA
  - National Geographic’s Spread of Haplogroup H, from National Geographic
  - Amelia’s Helena
  - Disuniting Uniformity: A Pied Cladistic Canvas of mtDNA Haplogroup H in Eurasia
  - Genebase’s Tutorials on mtDNA Haplogroup H
  - Genebase’s Phylogenetic tree of mtDNA Haplogroup H
  - Genebase’s Geographical distribution of mtDNA Haplogroup H
  - Haplogroup and Subcluster Frequencies for European Populations (недоступная ссылка)
  - Danish Demes Regional DNA Project: mtDNA Haplogroup H (недоступная ссылка)

### Гаплогруппа H1
- - Hope The H1 mtDNA Haplogroup Project

| Древо гаплогрупп мтДНК человека |                      |    |    |    |   |    |    |   |    |    |    |       |       |    |    |    |    |   |    |    |     |    |    |                         |  |  |
|                                 |                      |    |    |    |   |    |    |   |    |    |    |       |       |    |    |    |    |   |    |    |     |    |    |                         |  |  |
|                                 | Митохондриальная Ева |    |    |    |   |    |    |   |    |    |    |       |       |    |    |    |    |   |    |    |     |    |    |                         |  |  |
| \|                              |                      |    |    |    |   |    |    |   |    |    |    |       |       |    |    |    |    |   |    |    |     |    |    |                         |  |  |
| L0                              | L0                   |    | L1 | L1 |   | L2 | L2 |   | L3 | L3 |    |       | L4    | L4 |    | L5 | L5 |   | L6 | L6 |     | L7 | L7 |                         |  |  |
|                                 |                      |    |    |    |   |    |    |   | \| |    |    |       |       |    |    |    |    |   |    |    |     |    |    |                         |  |  |
|                                 |                      |    |    | M  |   |    |    |   |    |    |    |       |       |    | N  |    |    |   |    |    |     |    |    |                         |  |  |
|                                 |                      |    |    | \| |   |    |    |   |    |    |    |       |       |    | \| |    |    |   |    |    |     |    |    |                         |  |  |
|                                 | CZ                   | CZ | D  | E  | G | Q  |    |   |    |    | R  |       |       |    | O  | A  | S  | X | Y  |    | N1  |    | N2 |                         |  |  |
|                                 | \|                   | \| |    |    |   |    |    |   |    |    | \| |       |       |    |    |    |    |   |    |    | \|  |    | \| |                         |  |  |
|                                 | C                    | Z  |    |    |   |    | B  | F | R0 | R0 |    | R2'JT | R2'JT | P  | P  | UK | UK |   |    | I  | N1a |    | W  |                         |  |  |
|                                 |                      |    |    |    |   |    |    |   | \| | \| |    | \|    | \|    |    |    | \| | \| |   |    |    |     |    |    |                         |  |  |
|                                 |                      |    |    |    |   |    |    |   | HV | HV |    | JT    | JT    |    |    | U  | K  |   |    |    |     |    |    |                         |  |  |
|                                 |                      |    |    |    |   |    |    |   | \| | \| |    | \|    | \|    |    |    |    |    |   |    |    |     |    |    |                         |  |  |
|                                 |                      |    |    |    |   |    |    |   | H  | V  |    | J     | T     |    |    |    |    |   |    |    |     |    |    | Устаревшие кластеры IWX |  |  |